# Georgij Baklanov
Georgij Baklanov, född 1881 och död 1938, var en rysk operasångare (baryton).
Baklanov debuterade 1904 i Moskva och uppträdde sedan med stor framgång i såväl Europa som Amerika. 1920. 1921 och 1922 gästade han Stockholm. Till hans förnämsta roller hör Mefistofeles i Faust, Jago i Othello, Scarpia i Tosca och Rigoletto. 